# Юрик (фільм)
«Юрик» («Юрик. Дорога, не торкаючись землі») — український двосерійний телефільм, воєнна драма 2023 року режисера Олександра Тіменка за ідеєю Валентини Руденко. Проєкт спільного виробництва, який на замовлення «СТБ» створили український «Основа фільм продакшн» та естонський телеканал «ETV». Джерела фінансування — USAID, естонська національна компанія «ETV» та український телеканал «СТБ». Саундтрек до фільму — «Колискова» Марини Круть (Krutь).
В основі сюжету — історія 11-річного хлопчика, який, рятуючись з охопленого війною Маріуполя, протягом 15 днів добирається до кордону України. Фільм є одним з перших телевізійних проєктів, який висвітлює події повномасштабного російського вторгнення в ігровому форматі.
Прем'єра відбулася 24 серпня 2023 року на телеканалі «СТБ», й одразу після виходу фільм зустрів жорсткий глядацький спротив. Фільм було названо «Плювком в душу всім маріупольцям» через невідповідність реаліям Маріуполя станом на березень 2022 року, зображеним у телефільмі. Авторів було звинувачено в експлуатації людської емфатичності (особливої почуттєво-емоційної виразності). Через величезну кількість критики творці змушені були змінити титри фільму (у першому варіанті було «Засновано на реальних подіях», згодом переробили на «Фільм не є хронікою подій і не відображає реальної трагедії, яку вчинили окупаційні війська рф в м. Маріуполь»), видалили його з YouTube та пообіцяли допрацювати — 5 вересня 2023 року відповідну заяву опублікувала компанія «Основа фільм продакшн».

## Сюжет
Дія відбувається у березні 2022 року під час блокади Маріуполя.
11-річний Юрик з родиною живе в Маріуполі. Під час обстрілів міста тато, дідусь та сестричка школяра загинули, і він разом з мамою та важкохворою бабусею переховувався у підвалі будинку.
Мама Юрика наважується евакуювати сина, відправивши його самого до родичів в Естонії. Контактні номери телефонів пише на спині хлопчика та садить дитину на евакуаційний автобус з Маріуполя.
За допомоги волонтерів, дитина дістається кордону та перетинає його.

## У ролях
- Максим Боряк — Юрик
- Тамара Антропова — мама
- Римма Зюбіна — бабуся
- Віктор Жданов — професор
- Лііз Хааб — Мія
- Анне Вєесаар — Муся
- Костянтин Корецький — Славік, водій
- Валентина Руденко — головлікар
- Сергій Мяус — тато
- Сергій Воляновський — дідусь
- Марта Горобчук — Катя
- Військові ЗСУ:
  - Олег Іваниця
  - Олександр Божко
  - Максим Главчев
- Російські окупанти:
  - Всеволод Шекіта
  - Павло Левицький
  - Олександр Зарубей

## Творча команда
- Авторка ідеї та креативна продюсерка проєкту — Валентина Руденко
- Автори сценарію — Валентина Руденко, Микола Рибалка, Тетяна Куц
- Продюсерки — Вікторія Горенштейн, Тетяна Куц
- Режисер — Олександр Тіменко
- Генеральна продюсерка серіального виробництва телеканалу СТБ — Катерина Шевелюк

## Прототип
Прототипом Юрика став 11-річний хлопчик Хасан, який у березні 2022 року самостійно виїхав із Запоріжжя до Словаччини. До того сім'я Хасана перебралася до України з розбомбленого Алеппо. Щоб син не загубився, мама написала номер телефона словацьких родичів йому на руці.

## Прем'єра
Фільм вийшов в етер на каналі СТБ 24 серпня 2023 року й став найкращою програмою дня та лідером слоту з часткою 15,1 (аудиторія 18–54, міста 50+) та 19,3 (аудиторія жінки 35–54). Фільм увійшов до п'яти найкращих програм Дня Незалежності України 2023 року.
Перегляди фільму, викладеного на YouTube-каналах «СТБ» та «OSNOVAFILM», склали 1,3 млн та 861 тисячу переглядів відповідно.

## Реакція
Після виходу, фільм отримав як позитивні коментарі (люди пишуть, що проплакали з початку й до кінця, тому, мовляв, фільм хороший), проте й наразився на гостру критику у соціальних мережах. Фільм спричинив скандал, між іншим, його назвали «плювком у душу всім маріупольцям».
Депутат Маріупольської міської ради Дмитро Забавін заявив, що попросив РНБО та Міністерство культури України звернути увагу на фільм, і на те, чи не загрожує він у такому вигляді національній безпеці. Тимчасово виконуючий обов'язки Міністра культури та інформаційної політики України Ростислав Карандєєв наголосив, що МКІП не є замовником у виробництві стрічки та не фінансував її, а відносно терміну «засновано на реальних подіях» відмітив, що відсутнє відповідне регламентування його використання законодавством — така характеристика є правом авторів стрічки.
Актор з Маріуполя Євген Сосновський разом із критикою фільму зазначив, що хоча такі фільми, як «Юрик», потрібно створювати, вони «повинні бути набагато чеснішими». Акторка Ірма Вітовська відмітила: «Є багато можливостей знімати про сьогодні, не торкаючись такої складної теми. Все ще буде, потім, і знято буде надталановито, бо визріє (а може вже зріє) той, хто зможе це прокричати. Але це буде тоді, коли цей „крик“ буде не тому, що треба, а тому, що він нестримний і чесний. Прошу колег не брати гріх на душу. Маріуполь, Буча, Ізюм… Ще багато пекла відкриємо, не ризикуйте власним ім'ям. Для таких тем є документальне кіно». Кастинг-директорка Алла Самойленко додала, що цей «хороший» фільм, який радять одне одному — експлуатація людської емфатичності. «Дитина в кадрі, тема війни, яка всіх без винятку тригерить — от люди й під'єднуються. І плачуть, кажуть. От тут і криється диявол. Це безпрограшна тема, свята тема, про яку, якби не обурення маріупольців відвертою брехнею, не можна було б і слова сказати поганого. На це розраховували виробники. Тут як не зніми — а свого глядача цей продукт знайде». Мешканці Маріуполя вимагали від творців стрічки вибачень, видалення її з YouTube та скасування подальших показів.
Найбільшої критики зазнала сюжетна лінія про евакуацію ОБСЄ, якої у Маріуполі насправді не було.
Кастинг-директорка Алла Самойленко, в колонці для порталу «Лівий берег» зазначила, що «„Юрик“ — це нашвидкуруч зроблене „кіно“, типовий продукт каналу „СТБ“, з усім набором інструментарію дешевої мелодрами. Зокрема, його погано написаний сценарій сповнений неправдоподібними ситуаціями, пояснення яким немає (лише один приклад: у переповненій евакуаційній маршрутці, яку щойно обстріляли, жіночки-пасажирки не помічають важкого поранення водія, а по приїзді в Запоріжжя цілком буденно покидають салон, чомусь не звертаючи уваги, що водій без свідомості). Його діалоги недоречно написані (тут першість посідає абсолютно безглузда промова матері до сина перед посадкою в евакуаційний автобус). Серіал складається з набору недолугих авторських фантазій (наявність в оточеному Маріуполі представників ОБСЄ та Червоного Хреста, зв'язку, зелених коридорів; наявність ДРГ на Рівненщині). Неправдиво оптимістичну картинку маріупольського побуту під час облоги бурхливо заперечують маріупольці; натомість люди, які не були тоді в Маріуполі, цілковито вірять серіалу, плачуть і закликають: це має побачити весь світ».
Своєю чергою відреагувала на критику й команда фільму. Продюсерка Тетяни Куц у своєму коментарі написала, що маріупольці самі проголосували за Росію на референдумі, що здійняло наступну хвилю обурень. Наступного дня вона попросила вибачення «за емоції»: «Я сформувала думку в пориві гніву, чим образила не лише свою співрозмовницю, але й вас усіх, за що й отримала справедливу критику. Мені боляче і неприємно. Я в жодному разі не хотіла знецінити ваш біль та шукати винних в цій війні серед українців». Щодо фільму, вона пояснила, що «Юрик» є художнім, а не документальним фільмом — «історія конкретної дитини, викладена в художньому творі». За її словами, команда прагнула уникнути того, щоб люди ще раз травмувалися жахами окупації.

## Невідповідності
Аргументи невідповідності, які викликали громадське обурення:
| Показано в фільмі | Свідчення очевидців |
| --- | --- |
| Наявність сирени | У Маріуполі сирена була лише 24 лютого, деякі райони чули день-два.                                                                                        |
| Наявність просторого, сухого та теплого підвалу, із буржуйкою, ліжком та звуками того, як «затишно цокає годинник», для розміщення однієї родини        | Підвали Маріуполя були переповнені, люди в них знаходилися майже без будь-яких вигод, подекуди навіть лежали один на одному                                |
| Наявність світла та води у підвальному укритті | Маріупольці перебували у темряві (з перших днів березня відсутня електроенергія по всьму місту), економлячи кожну свічку, палили масляні каганці           |
| Заряджені телефони | Маріупольці здебільшого були без зв'язку |
| Наявність телефонного зв'язку | Зв'язку в підвалах частіше за все не було зовсім |
| Нічне набирання води | Набрати воду так просто було неможливо |
| Вільне пересування містом | Пересуватися містом було неможливо через бої. Непоодинокі випадки, коли в мешканців стріляли на спустошених вулицях Маріуполя                              |
| Можливість купувати продукти (жінка несе дві буханки хліба)                                                                                             | З кінця лютого хліба в Маріуполі не було |
| Наявність евакуаційних автобусів ОБСЄ (чисті, білі, напівпусті), звідки гучномовець запрошує людей на евакуацію коридором, який відкритий з 10 до 18-ти | Місія ОБСЄ в Маріуполі була відсутня (виїхали ще до початку вторгнення). Не було медичної та взагалі будь-якої допомоги. Не було «зелених коридорів»       |
| Вільний доступ до евакуації мешканців | |
| Містяни охайні, в чистих пуховиках та шапочках | |
| Самостійне пересування дитини | Необхідність доводити родство стояло навіть перед родинами. А самотніх дітей збирали та вивозили на територію Росії та на територію самопроголошеної «ДНР» |

## Видалення фільму
5 вересня 2023 року компанія «Основа фільм продакшн» зробила заяву про видалення фільму:
|  | Шановні українці! Наша компанія Основа фільм створила художній фільм «Юрик. Дорога, не торкаючись землі» – це історія 11-річного хлопчика Юрика, котрий їде через всю країну охоплену війною, аби дістатись кордону, де на нього чекають його родичі з Естонії, щоб забрати дитину до себе. Юрик - це збірний образ маленьких українців, створений і художньо осмислений на основі реальних історій діток, яким довелось пройти цей шлях під час повномасштабного вторгнення. Цими історіями захоплювалися люди у всьому світі і вони точно варті екранізації. Це наша боротьба за наших дітей, а отже за майбутнє України. Ми вдячні тим, в кому відгукнулась ця історія. Ми також бачимо і чуємо, як невідповідність елементів сюжету фільму реальності ранила жителів міста Маріуполь, який ми вказали як відправну точку дороги хлопчика. Раніше, ми вже зазначили, що фільм буде доопрацьовано - в ньому з’явиться документальний постскриптум, а згадка про реальні події буде виключена. Проте, в ці дні ми розуміємо, що ці міри були недостатніми. Тому художній фільм «Юрик» буде знято з усіх наших ресурсів і ми продовжимо роботу над змінами, зокрема: виключення міста Маріуполь з фільму та виключення назви місії евакуації, які не відповідали дійсності. Ми збережемо історію дитини на війні, бо це вкрай важливо для України, саме такі історії змушують світ не забувати про нашу біль і про нашу війну. Тільки після того, як ми будемо готові вийти з новою версією фільму, ми викладемо її на свій ресурс Основа Фільм в YouTube. Ми ще раз приносимо вибачення жителям Маріуполя, а також захисникам міста і волонтерам, які робили все можливе, щоб врятувати людей від злочинів окупантів. |